# Máret Ánne Sara
Máret Ánne Sara (Kautokeino, 23 de dezembro de 1983) é uma artista visual, escritora, pintora, jornalista norueguesa do grupo étnico sami.

## Biografia

### Infância e educação
Máret Ánne Sara nasceu na comuna de Kautokeino, na Noruega, e cresceu no condado de Finnmark em uma família de pastores de renas que tinha suas pastagens de verão em Kvaløya.
Recebeu sua educação em arte na Universidade de Artes Bournemouth (Arts University Bournemouth, AUB), no Reino Unido.

### Arte
| “                  | Eu diria que meu trabalho é moderno e expressivo, mas tem uma forte ancoragem político-cultural. Minha arte mostra minha cultura sami de uma perspectiva atual, moderna e da geração mais jovem. | ” |
| — Máret Ánne Sara, | |   |

Sua arte se concentra na identidade e no sustento sami, especificamente no que se refere ao pastoreio de renas. Por exemplo, "Spirals of the Pile" (2018) usa mandíbulas de rena e "Gielstuvvon" (2018) usa laços.
Sua obra foi apresentada no Pavilhão Sami durante a 59.ª Exposição Internacional de Arte da Bienal de Veneza (La Biennale di Venezia), em 2022. As peças incluídas foram "Gutted – Gávogálši" (2022), que usa estômagos de rena, "Ale suova sielu sáiget" (2022), que usa bezerros de rena curados e plantas de tundra, e "Du-ššan-ahttanu-ššan", que usa tendão de rena. "Gutted – Gávogálši" foi comprado pelo Museu Nacional de Arte, Arquitetura e Design, da Noruega, no final daquele ano.

#### Pile O'Sapmi

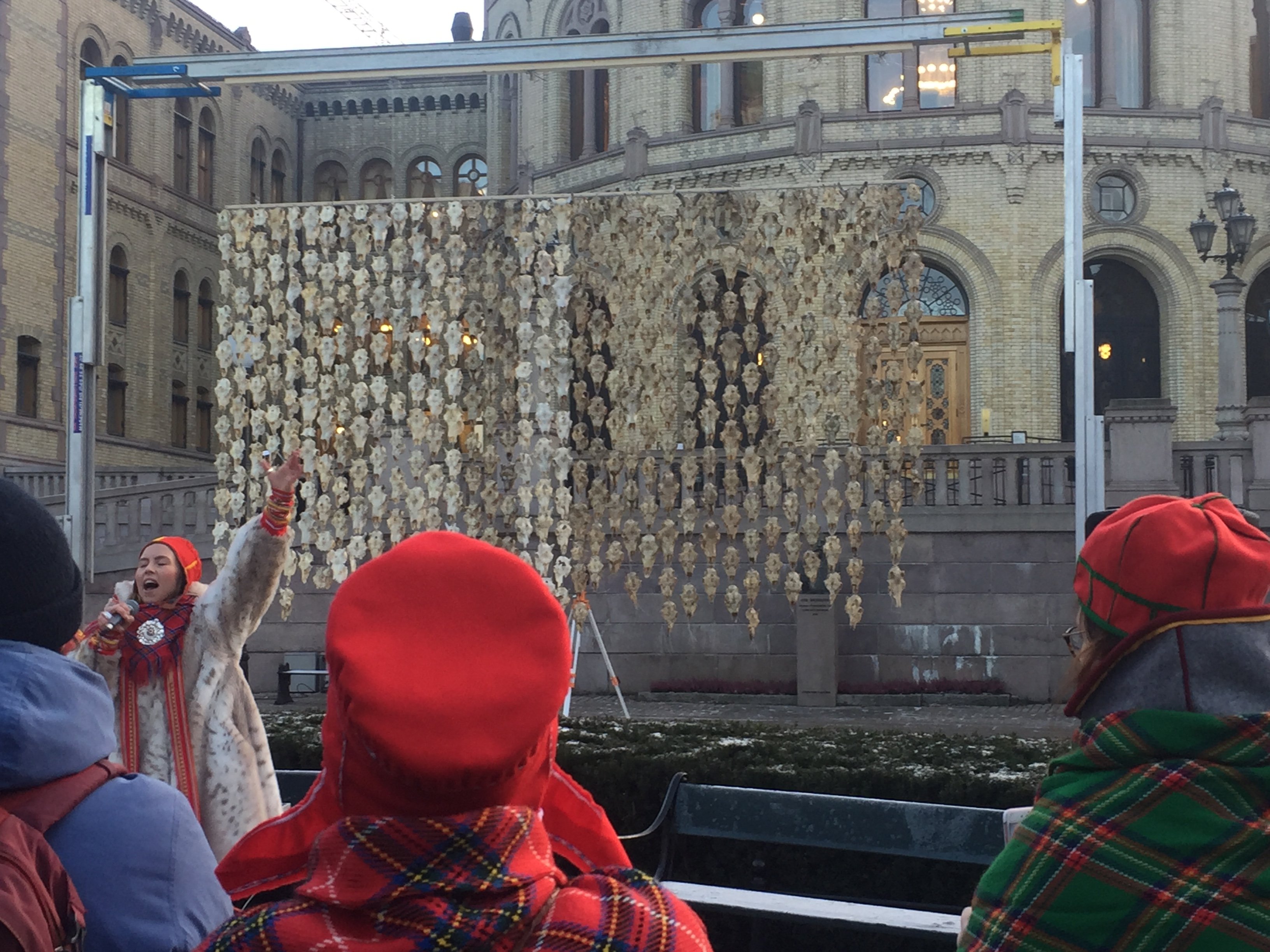
"Pile O'Sapmi" na frente do Storting (Parlamento norueguês) durante protesto.

"Pile O'Sapmi" foi criado, em 2016, em resposta ao abate do governo norueguês de renas pertencentes a pastores sami. O projeto inclui 400 crânios de rena. Foi apresentado na exposição "documenta 14", em 2017.
Em 2022, "Pile O'Sapmi" foi instalado no pórtico do recém-inaugurado Museu Nacional de Arte, Arquitetura e Design, em Oslo.

### Trabalhos
- Ilmmiid gaskkas — romance de fantasia jovem adulto, Kautokeino, Noruega: DAT, 2013, 197 p., ISBN 978-8-29-062569-1[10]
- Doaresbealde doali — romance de fantasia jovem adulto, Kautokeino, Noruega: DAT, 2014, 319 p., ISBN 978-8-29-062574-5[11]
- Utenfor sporet — Noruega: DAT, 2019, ISBN 978-8-29-062591-2[12]
- Mellom verdener — Noruega: DAT, 2020, ISBN 978-8-29-383001-6[13]

### Prêmios
Foi nomeada para o "Prêmio de Literatura Infantil e Juvenil" do Conselho Nórdico, em 2014, por seu romance de fantasia para jovens adultos em língua sami "Ilmmiid gaskkas" (em inglês:  "Between Worlds").